# So High School
«So High School» — песня американской певицы и автора-исполнителя Тейлор Свифт. Она была выпущена 19 апреля 2024 года на лейбле Republic Records в качестве двадцать второго трека из двойной альбомной версии её одиннадцатого студийного альбома The Tortured Poets Department (2024). Свифт написала и спродюсировала трек вместе с Аароном Десснером. Песня написана в стиле 1990-х годов и включает в себя различные стили рок-музыки, такие как альтернативный рок, инди-рок и поп-рок. Текст песни рассказывает о том, как романтические отношения заставляют Свифт вновь пережить чувство юной любви. Некоторые критики высоко оценили вызывающее ностальгию исполнение, но другие сочли лирическое содержание легковесным.
Свифт впервые исполнила песню на концерте The Eras Tour 9 мая 2024 года в Нантере (Париж, Франция).

## Предыстория
Тейлор Свифт начала работу над The Tortured Poets Department сразу после того, как представила Republic Records, свой десятый студийный альбом Midnights для выпуска в 2022 году. Она продолжала работать над ним в тайне во время американского этапа тура Eras Tour в 2023 году. Замысел альбома возник примерно в то время, когда в СМИ появилась информация о прекращении шестилетних отношений Свифт с английским актёром Джо Элвином. Она назвала этот альбом своим «спасательным кругом», который ей было «очень необходимо» сделать. Свифт представила альбом The Tortured Poets Department на церемонии вручения премии «Грэмми» 4 февраля 2024 года, принимая награду в номинации «Лучший вокальный поп-альбом» за альбом Midnights (2022). Физическое издание альбома будет включать «The Manuscript» в качестве бонус-трека. Последующие издания с бонус-треками «The Bolter», «The Albatross» и «The Black Dog» были представлены во время её туров Eras Tour в Мельбурне, Сиднее и Сингапуре соответственно. Republic Records выпустила The Tortured Poets 19 апреля 2024 года. Через два часа после выхода The Tortured Poets Department, в полночь по восточному времени 19 апреля, Свифт неожиданно выпустила The Tortured Poets Department: The Anthology, второй том двойного альбома. The Anthology добавила в альбом пятнадцать песен в дополнение к песням первого тома. «So High School» — двадцать второй трек из альбома.

## Композиция
Свифт написала и спродюсировала песню «So High School» вместе с Аароном Десснером. «So High School» — это песня в стилях 1990-х годов, альтернативного рока, инди-рока, поп-рока и дрим-попа. Живой и мелодичный гитарный инструментал напоминает «Hits Different» из альбома Midnights (2022). Лирика «So High School» вращается вокруг легкомысленной подростковой романтики. Свифт поёт о юношеских переживаниях в строках: «Я смотрю с тобой „Американский пирог“ субботним вечером», «Правда, дерзай, крути бутылки» и «Прикоснись ко мне, пока твои братья играют в Grand Theft Auto». В тексте песни она сравнивает публичный образ своего любовного интереса и себя с чувством юной любви и популярности, присущим школьным романам. Поклонники и критики связывают песню с партнёром Свифт Трэвисом Келси (Travis Kelce из команды Kansas City Chiefs). Слова «поцелуй, женись, убей» могут намекать на игру 2016 года, сыгранную во время интервью, в которой Келси имел три варианта, включая Свифт, Ариану Гранде и Кэти Перри.

## Отзывы
Брайанна Каппадона из Today написала, что песня возвращает слушателей «к ощущению, что вам снова 16 лет». Аналогичным образом Джейк Вишванат из Bustle сказал: «Ода новой романтике, которая вернёт вас в юность». Рецензируя альбом в целом, Мэри Кейт Карр из The A.V. Club сказала, что «Антология» кажется повторяющейся или производной из-за отсутствия новых музыкальных идей, делающих песни неотличимыми друг от друга. «So High School» — это «весёлый, попсовый номер, который нарушает шепчущую меланхолию»; такая «энергия и свежесть» необходимы альбому из 31 трека, чтобы он не стал однообразным. Елена Кавендер, написавшая для Mashable, нашла трек уморительным, приписав ему лирические отсылки, и сказала, что строчка «Ты знаешь, как играть в мяч, я знаю Аристотеля» является «идеальным отображением» её отношений с Трэвисом Келси. В рейтинге Billboard всех 31 треков «So High School» заняла седьмое место, а Джейсон Липшутц написал: «Очевидная изюминка второй половины альбома, просто за счёт того, что она немного напряглась среди ностальгии».
Марк Ричардсон из The Wall Street Journal в своей в целом негативной рецензии назвал эту песню изюминкой альбома: «Она напоминает о таких группах, как The Primitives и The Sundays, и служит временной передышкой от словесно-пьяных исповедей, которые преобладают в альбоме». Крейг Дженкинс разделяет схожие чувства: «Свифт приветствует альт-рок 90-х годов в „So High School“ с великолепной резкостью Шерил Кроу или Эйми Манн».

## Участники записи
По данным Tidal.
- Тейлор Свифт — вокал, автор песен, продюсер
- Аарон Десснер — продюсер, автор песен, инженер звукозаписи, программирование ударных, электрогитара, фортепиано, синтезаторы
- Сербан Генеа — аудиосведение
- Брайс Бордоне — микс-инженер
- Джонатан Лоу — инженер звукозаписи
- Белла Бласко — инженер звукозаписи
- Бенджамин Ланц — синтезатор, запись синтезатора
- Рэнди Меррилл — мастеринг

## Чарты
| Чарт (2024)                                  | Высшая позиция |
| -------------------------------------------- | -------------- |
| Австралия (ARIA)                             | 26             |
| Великобритания (UK Singles Downloads Chart)  | 33             |
| Великобритания (UK Singles Sales Chart, OCC) | 66             |
| Великобритания (UK Streaming Chart, OCC)     | 35             |
| Канада (Billboard Canadian Hot 100)          | 28             |
| Мир (Billboard Global 200)                   | 30             |
| Новая Зеландия (Recorded Music NZ)           | 33             |
| США (Billboard Hot 100)                      | 24             |
| Швеция (Heatseeker, Sverigetopplistan)       | 5              |